# Tōru Kamikawa
Tōru Kamikawa (født 8. juni 1963 i Kagoshima, Japan) er en tidligere japansk fodbolddommer. Han dømte internationalt under det internationale fodboldforbund FIFA fra 1998 til 2007, hvor han måtte indstille karrieren pga. en knæskade. Han dømte ved VM 2002 i Japan og Sydkorea og ved VM 2006 i Tyskland.
Han dømte blandt andet bronzekampen ved VM 2006 mellem Tyskland og Portugal.
I 2002 blev Kamikawa kåret til den bedste dommer i Asien. Året efter blev han kåret som den bedste dommer i den japanske liga.

## Karriere

### VM 2002
- Irland –  Cameroun (gruppespil)

### VM 2006
- Polen –  Ecuador
- England –  Trinidad og Tobago
- Tyskland –  Portugal (bronzekamp)